# Stenophyllum hermannimuelleri
Stenophyllum hermannimuelleri är en mångfotingart som beskrevs av Karl Wilhelm Verhoeff 1897. Stenophyllum hermannimuelleri ingår i släktet Stenophyllum och familjen kejsardubbelfotingar. Inga underarter finns listade i Catalogue of Life.